# Гевхермулук-султанија (ћерка Бајазита II)
Гевхермулук-султанија (тур. Gevhermülük Sultan) је била ћерка Бајазита II и Булбул-хатун.

## Биографија
Гевхермулук султанија је рођена у Амасији 1465. године. Била је рођена сестра принца Ахмета и Махмута. Гевхермулук султанија се удала за Ахмед-пашу 1482. године. Њен муж Ахмет-паша доведен је на место великог везира 1514. године, док га у марту 1515. султан Селим није погубио. 
Имала је двоје деце деце:
- Ахмед-бег (тур. Dukakinzade Ahmed Bey) († 1537); дивански песник и намесник. У новембру 1503. године се оженио султанијом Ајше Ханзаде, ћерком султаније Ајше, са којом је имао ћерку Михримах. Био је намесник Анкаре, где је и умро 1537. године.
- султанија Неслишах (тур. Neslişah Hanımsultan) († 1579); изградила сопствену џамију 1522. године. Удала се за Дукађиноглу Ибрахим-пашу (умро 1582)[3].

## Смрт
Султанија Гевхермулук је живела дуг живот. Била је најдуговечније дете султана Бајазита. Умрла је 1550. године у Истанбулу и сахрањена је поред своје ћерке и зета у Ејупу. Њихова гробница се налази одмах поред гробнице Зал Махмуд-паше и султаније Шах.